# ان رویر
 ان رویر (انگلیسی: Anne Revere؛ ۲۵ ژوئن ۱۹۰۳ – ۱۸ دسامبر ۱۹۹۰) بازیگر اهل ایالات متحده آمریکا بود.
از فیلم‌هایی که وی در آن نقش داشته است، می‌توان به ماچو کالاهان، آوای برنادت (۱۹۴۳) و قرارداد شرافتمندانه (۱۹۴۷) اشاره کرد.